# Clonmore (comté d'Armagh)
Pour les articles homonymes, voir Clonmore.
Clonemore est un village situé dans le comté d'Armagh en Irlande du Nord.
Il se trouve à proximité de la rivière Blackwater (en).